# Jadyn Wong
Jadyn Wong (Medicine Hat, 11 de maio de 1985) é uma atriz canadense. Ela possui faixa preta no caratê e também é pianista. Começou a atuar em 2006 e  interpretou Happy Quinn na série Scorpion da rede norte-americana CBS.